# Округ Самерсет (Мериленд)
Округ Самерсет (енгл. Somerset County) је округ у америчкој савезној држави Мериленд.

## Демографија
По попису из 2010. године број становника је 26.470, што је 1.723 (7,0%) становника више него 2000. године.
| Група             | 2000.          | 2010.          |
| Белци             | 13.814 (55,8%) | 13.796 (52,1%) |
| Афроамериканци    | 10.172 (41,1%) | 11.192 (42,3%) |
| Азијати           | 116 (0,5%)     | 184 (0,7%)     |
| Хиспаноамериканци | 334 (1,3%)     | 863 (3,3%)     |
| Укупно            | 24.747         | 26.470         |